# Shijo
Keizer Shijō (四条天皇, Shijō-tennō, 17 maart 1231 - 10 februari 1242) was de 87e keizer van Japan, volgens de traditionele opvolgingsvolgorde. Hij regeerde van 26 oktober 1232 tot aan zijn dood.
Shijō’s persoonlijke naam (imina) was Mitsuhito-shinnō (秀仁親王), -shinnō. Hij was de oudste zoon van keizer Go-Horikawa. Daar hij zelf op jonge leeftijd stierf kreeg hij geen kinderen.
Shijō kwam reeds op 1-jarige leeftijd op de troon toen zijn vader aftrad. Zijn vader bleef echter voor hem doorregeren als Insei-keizer. Toen Go-Horikawa stierf, werden Shijō’s taken grotendeels waargenomen door Kujo Michiie en Saionji Kintsune. Bovendien was de keizerlijke macht ten tijde van zijn regering sterk ingeperkt door het Kamakura-shogunaat.
Shijō stierf op 10-jarige leeftijd als gevolg van een ongeluk.
* Regent Jingu staat niet op de traditionele lijst.